# Lovrečina kastély
Lovrečina kastélya egy 16. századi főúri kastély Horvátországban, a Zágráb megyei Vrbovechez tartozó Kućari településen.

## Fekvése
A kastély a falucska belterületének északi részén, a Velika-patak partján, egy kisebb park közepén áll.

## Története
A mai kastély helyén az akkori gostovicai uradalom területén a középkorban árokkal körülvett síkvidéki vár állt. Az uradalmi központot már a 13. századtól, a várat a 16. századtól említették. A 15. századig „Gostoyg” volt a neve, ekkor kapta a közeli Szent Lőrinc templomról a mai Lovrenčina nevét. Első ismert birtokosa Bertalan kőrösi ispán fia Ábrahám volt, aki 1268-ban IV. Béla királytól kapta. 1338-ban Ludbregi Miklós lett az uradalom birtokosa. Ezután a zágrábi püspökségé, majd megosztva a Baranics és Bocskai családoké. Ezután ismét egészében a Geszty családé, akik a birtokot zálogba adták, utána az Orehoczyaké, akik 1726-ig birtokolták. A következő tulajdonosok a Draskovichok, a Patacsichok és a Kisek voltak. Az 1755-ös parasztfelkelésben a várat is elfoglalták és felgyújtották, mely után akkori tulajdonosai a Kisek újjáépítették. A török veszély elmúltával elveszítette korábbi jelentőségét és tulajdonosai a 19. században kényelmes kastéllyá építették át. 1909-től az irgalmas nővérek társaságának tulajdona lett, akik ma idősotthonként használják. 

## A kastély mai állapota
A jelenlegi kastély bizonyos részein még láthatók annak a reneszánsz kastélynak a maradványai, amelyet 1540 óta említenek a források a törökellenes erődítményrendszer szerves részeként. Az újjáépítés után az L alakú erődből négyszárnyú belső udvaros várkastély lett. A nyugati és az északi szárnyat idővel lebontották és számos átalakítást, rekonstrukciót hajtottak rajta végre. Ennek következtében elvesztette minden korábbi jellegzetességét. Külsejét később is megváltoztatták, leginkább 1924-ben, amikor új tető került a főhomlokzatra.